# Rio Passo Fundo
O rio Passo Fundo é um rio brasileiro do estado do Rio Grande do Sul. Rio que nasce em Passo Fundo, é um importante marco do desbravamento da região. Era chamado de Uruguai-Mirim. Desemboca na margem esquerda do rio Uruguai.